# الدوخی
الدوخی روستایی است در بخش مرکزی شهرستان زابل، استان سیستان و بلوچستان.
این روستا در۶ کیلومتری شمال شرقی زابل و درمسیر راه زابل به مارگان و روستای دوست محمد و ۳ کیلومتری شمال غربی بنجار و در منطقه‌ای دشت قرار دارد. ارتفاع آن از سطح دریا ۴۷۵ متر و آب و هوای آن گرم و خشک است.

## منبع
- عباس جعفری (۱۳۸۴)، گیتاشناسی ایران جلد سوم